# Ippei Watanabe (fotbollsspelare)
Ippei Watanabe (渡辺 一平 Watanabe Ippei?), född 28 september 1969 i Aichi prefektur, är en japansk före detta fotbollsspelare.
Watanabe började sin karriär 1992 i Yokohama Flügels. Med Yokohama Flügels vann han japanska cupen 1993. 1996 flyttade han till Júbilo Iwata. Efter Júbilo Iwata spelade han för Vissel Kobe, Mito HollyHock och Yokohama FC. Han avslutade karriären 2000.